# Jim Doughan
James Francis Doughan (2 de agosto de 1959) es un actor, escritor y docente estadounidense, reconocido principalmente por interpretar al detective Doyle en la película La máscara (1994) y al detective Allen en Stuart Little (1999). En la actualidad se desempeña como docente de artes en la preparatoria de Harvard-Westlake en Los Ángeles, California.

## Filmografía

### Cine
| Año  | Título                               | Papel                | Notas     |
| ---- | ------------------------------------ | -------------------- | --------- |
| 1986 | Ruthless People                      | Policía              |           |
| 1987 | In Self Defense                      |                      | Telefilme |
| 1988 | My Stepmother Is An Alien            | Invitado a la fiesta |           |
| 1989 | Tarzan in Manhattan                  |                      | Telefilme |
| 1994 | The Flintstones                      | Maitre d'            |           |
| 1994 | The Mask                             | Detective Doyle      |           |
| 1999 | Stuart Little                        | Detective Phil Allen |           |
| 2000 | The Extreme Adventures of Super Dave | Doctor               | Vídeo     |
| 2000 | The Flintstones in Viva Rock Vegas   |                      |           |
| 2002 | Stuart Little 2                      | Entrenador de fútbol |           |
| 2003 | The Haunted Mansion                  | Sr. Coleman          |           |
| 2006 | Grilled                              | Andy Wilson          |           |
| 2007 | Evan Almighty                        | Vecino               |           |
| 2009 | Hotel for Dogs                       | Reportero            |           |